# Mauro Giuliani
Mauro Giuseppe Sergio Pantaleo Giuliani (27. července 1781 Bisceglie – 8. května 1829 Neapol) byl italský hudební skladatel, kytarista, violoncellista a zpěvák. Byl nejvýznamnějším kytarovým virtuózem počátku 19. století.

## Život
Narodil se v Bisceglie, v blízkosti Bari 27. července 1781. Jeho rodiče byli Michele a Antonia roz. Iota. Rodina se záhy po narození Maura přestěhovala do Barletta a spolu se svým bratrem Nicholasem tam získal základní hudební vzdělání. Nejprve studoval hru na violoncello (tento nástroj nikdy neopustil) a na housle. Teprve později se věnoval kytaře, ale záhy se stal velice zručným kytaristou. Jména jeho učitelů nejsou známa.
Oženil se s Marií Giuseppe del Monaco a roku 1801 se jim Barlettě narodil syn. Poté patrně pobýval krátký čas v Bologni a Terstu. V létě roku 1806 se beze své rodiny přestěhoval do Vídně. Tam se navázal blízký vztah s Annou Wiesenbergerovou (1784–1817), se kterou měl čtyři dcery: Maria Willmuthová (1808), Aloisie Willmuthová (1810), Emilia Giulianiová (1813) a Karolina Giulianiová (1817).
Ve Vídni se seznámil s instrumentálním stylem klasicismu a od roku 1806 publikoval skladby v tomto stylu. Podnikal koncertní turné po celé Evropě a udivoval svou virtuositou a muzikálností. Giuliani definoval novou roli kytary v kontextu evropské hudby. Byl zván do nejvyšších kruhů rakouské společnosti a spolu s předními hudebníky jako byli Gioacchino Rossini a Ludwig van Beethoven spolupracoval na významných vídeňských koncertech. V roce 1815 účinkoval spolu s klavíristou a skladatelem Johannem Nepomukem Hummelem (později ho vystřídal Ignaz Moscheles), houslistou Joseph Maysederem a violoncellistou Josephem Merkem na sérii komorních koncertů v botanické zahradě paláce Schönbrunn. (Těmto koncertům se říkalo „Dukátové koncerty“, neboť vstupné bylo jeden dukát.) V roce 1815 koncertoval na oslavách na závěr Vídeňského kongresu. 8. prosince hrál na violoncello při premiéře Beethovenovy Symfonie č. 7.
Jako skladatel ve Vídni velký úspěch neměl. Jeho díla většinou vydávalo vydavatelství Artaria, ale mnoho jeho skladeb bylo vydáno lokálními vydavatelstvími, které tak šířily Giulaniho dílo Evropou. Věnoval se rovněž pedagogické práci. Mezi jeho žáky vynikli zejména Jan Nepomucen Bobrowicz a Felix Horetzky.
V roce 1819 Giuliani opustil Vídeň a vydal se na koncertní turné po Čechách a Bavorsku. Poté se vrátil do Itálie. Nějaký čas strávil v Terstu a Benátkách, až se konečně natrvalo usídlil v Římě. V Římě velký úspěch neměl. Vydal několik skladeb a měl pouze jediný koncert.
V červnu 1823 vykonal několik cest do Neapole ke svému otci, který byl vážně nemocen. V Neapoli ho čekalo vlídnější přijetí a místní vydavatelé mu otiskli několik skladeb. V roce 1826 účinkoval v Portici před králem obojí Sicílie Františkem I. V této době také často vystupoval se svou dcerou Emilií, která byla rovněž dobrou kytaristkou.
Koncem roku 1827 se výrazně zhoršil jeho zdravotní stav a 8. května 1829 v Neapoli zemřel

## Dílo
| Název                                                       | Opus | Instrumentace                | Rok       |
| ----------------------------------------------------------- | ---- | ---------------------------- | --------- |
| Metodo                                                      | 1    | kytara                       | 1812      |
| Variazioni                                                  | 2    | kytara                       | 1810      |
| Tre Rondò                                                   | 3    | kytara                       | 1811      |
| Variazioni                                                  | 4    | kytara                       | 1810      |
| Rondò                                                       | 5    | kytara                       | 1810      |
| Variazioni                                                  | 5    | kytara                       | 1815      |
| Variazioni                                                  | 6    | kytara                       | 1828      |
| Variazioni                                                  | 7    | kytara                       | 1807      |
| Tre Rondò                                                   | 8    | kytara                       | 1826      |
| Variazioni                                                  | 9    | kytara                       | 1810      |
| Divertimenti                                                | 10   | kytara                       | 1826      |
| Capriccio                                                   | 11   | kytara                       | 1810      |
| Dodici Monferrine                                           | 12   | kytara                       | 1825      |
| Tre Romanze                                                 | 13   | zpěv a kytara                |           |
| Sei Rondò                                                   | 14   | kytara                       | 1811      |
| Sonata                                                      | 15   | kytara                       | 1812      |
| Raccolta                                                    | 16   | kytara                       | 1810      |
| Sedici Landler                                              | 16   | dvě kytary                   | 1811      |
| Tre Rondò                                                   | 17   | kytara                       | 1813      |
| Pot Pourri                                                  | 18   | kytara                       | 1808      |
| Tre Rondò                                                   | 18   | kytara                       |           |
| Serenata                                                    | 19   | housle, violoncello a kytara | 1810      |
| Variazioni                                                  | 20   | kytara                       | 1810      |
| Dodici Valzer                                               | 21   | kytara                       | 1811      |
| Tre Romanze                                                 | 22   | zpěv a kytara or pianoforte  | 1810      |
| Dodici Valzer                                               | 23   | kytara                       | 1811      |
| Variazioni                                                  | 24   | housle a kytara              | 1811      |
| Duo Concertante                                             | 25   | housle a kytara              |           |
| Pot Pourri                                                  | 26   | kytara                       | 1810      |
| Romanza                                                     | 27   | zpěv a kytara nebo klavír    | 1811      |
| Pot Pourri                                                  | 28   | kytara                       | 1811      |
| Divertimenti                                                | 29   | kytara                       | 1828      |
| Concerto                                                    | 30   | kytara s orchestrem          | 1812      |
| Pot Pourri                                                  | 31   | kytara                       | 1811      |
| Variazioni                                                  | 32   | kytara                       | 1810      |
| Dodici Scozzesi                                             | 33   | kytara                       |           |
| Variazioni                                                  | 34   | kytara                       | 1810      |
| Grandi Variazioni Concertanti                               | 35   | dvě kytary                   |           |
| Gran Concerto                                               | 36   | kytara s orchestrem          | 1812      |
| Gran Concerto                                               | 36   | kytara a klavír              | 1824      |
| Divertimenti                                                | 37   | kytara                       |           |
| Variazioni                                                  | 38   | kytara                       | 1812      |
| Sei Cavatine                                                | 39   | zpěv a kytara                |           |
| Divertimenti                                                | 40   | kytara                       | 1816      |
| Aria Variata                                                | 41   | kytara                       | 1812      |
| Pot Pourri                                                  | 42   | kytara                       | 1811      |
| Raccolta                                                    | 43   | kytara                       | 1813      |
| Dodici Landler                                              | 44   | kytara                       | 1811      |
| Variazioni                                                  | 45   | kytara                       | 1811      |
| Raccolta                                                    | 46   | kytara                       | 1812      |
| Variazioni                                                  | 47   | kytara                       | 1812      |
| Ventiquattro Studi                                          | 48   | kytara                       | 1811      |
| Variazioni                                                  | 49   | kytara                       | 1813      |
| Le Papillon                                                 | 50   | kytara                       | 1810      |
| Ventotto Lezioni Progressive                                | 51   | kytara                       |           |
| Gran Duetto Concertante                                     | 52   | flétna nebo housle a kytara  | 1812      |
| Grande Pot Pourri                                           | 53   | flétna nebo housle a kytara  |           |
| Raccolta                                                    | 54   | kytara                       | 1816      |
| Dodici Landler                                              | 55   | kytara                       |           |
| Divertimenti                                                | 56   | kytara                       | 1817      |
| Dodici Valzer                                               | 57   | kytara                       | 1817      |
| Sei Landler, Sei Valzer, Sei Scozzesi                       | 58   | kytara                       | 1820      |
| Raccolta                                                    | 59   | kytara                       | 1822      |
| Variazioni                                                  | 60   | kytara                       |           |
| Grande Ouverture                                            | 61   | kytara                       | 1809      |
| Raccolta                                                    | 61   | kytara                       | 1820      |
| Variazioni                                                  | 62   | kytara                       | 1812      |
| Variazioni                                                  | 63   | housle a kytara              |           |
| Variazioni                                                  | 64   | kytara                       | 1808      |
| Gran Quintetto                                              | 65   | smyčcový kvartet a kytara    | 1812      |
| Tre Rondò                                                   | 66   | kytara                       | 1817      |
| Tre Rondò                                                   | 66   | dvě kytary                   | 1828      |
| Grande Pot Pourri                                           | 67   | dvě kytary                   |           |
| Pot Pourri                                                  | 67   | kytara a klavír              | 1818      |
| Due Rondò                                                   | 68   | kytara a klavír              | 1820      |
| Raccolta                                                    | 69   | dvě kytary                   |           |
| Gran Concerto                                               | 70   | kytara s orchestrem          | 1822      |
| Gran Concerto                                               | 70   | kytara a klavír              | 1824      |
| Tre Sonatine                                                | 71   | kytara                       | 1810      |
| Variazioni                                                  | 72   | kytara                       | 1810      |
| Bagatelle                                                   | 73   | kytara                       | 1810      |
| Raccolta                                                    | 74   | flétna nebo housle a kytara  | 1810      |
| Dodici Landler                                              | 75   | dvě kytary                   | 1810      |
| Venti Landler                                               | 75   | flétna nebo housle a kytara  | 1810      |
| Pot Pourri                                                  | 76   | flétna nebo housle a kytara  | 1817      |
| Duettino                                                    | 77   | flétna nebo housle a kytara  | 1815      |
| Divertimenti                                                | 78   | kytara                       |           |
| Cavatina                                                    | 79   | zpěv a kytara nebo klavír    | 1807      |
| Dodici Valzer                                               | 80   | kytara                       |           |
| Variazioni                                                  | 81   | flétna nebo housle a kytara  | 1819      |
| Grande Serenata                                             | 82   | flétna nebo housle a kytara  | 1822      |
| Sei Preludi                                                 | 83   | kytara                       | 1817      |
| Variazioni                                                  | 84   | flétna nebo housle a kytara  | , 1817    |
| Gran Duetto Concertante                                     | 85   | flétna nebo housle a kytara  | 1817      |
| Diciotto Divertimenti                                       | 86   | flétna nebo housle a kytara  | 1815      |
| Variazioni Brillanti                                        | 87   | kytara                       | 1815      |
| Grandi Variazioni                                           | 88   | kytara                       |           |
| Sei Lieder                                                  | 89   | zpěv a kytara                |           |
| Grandi Variazioni                                           | 91   | kytara                       |           |
| Grande Pot Pourri                                           | 92   | kytara a klavír              | 1818      |
| Grande Pot Pourri                                           | 93   | kytara a klavír              | 1821      |
| Dodici Landler                                              | 94   | dvě kytary                   | 1814      |
| Sei Ariette                                                 | 95   | zpěv a kytara nebo klavír    | 1816      |
| Tre Sonate Brillanti                                        | 96   | kytara                       |           |
| Variazioni                                                  | 97   | kytara                       | 1820      |
| Studi                                                       | 98   | kytara                       | 1819      |
| Variazioni                                                  | 99   | kytara                       | 1825      |
| Studi                                                       | 100  | kytara                       |           |
| Variazioni                                                  | 101  | kytara                       | 1819      |
| Variazioni                                                  | 102  | kytara                       | 1825      |
| Variazioni                                                  | 103  | kytara                       | 1819      |
| Variazioni                                                  | 104  | kytara a klavír              |           |
| Variazioni                                                  | 105  | kytara                       | 1815      |
| Cinque Divertimenti                                         | 106  | kytara                       | 1818      |
| Variazioni su un tema di Handel "The Harmonious Blacksmith" | 107  | kytara                       | 1828      |
| Pot Pourri                                                  | 108  | kytara                       | 1825      |
| Gran Rondò                                                  | 109  | kytara                       | 1825      |
| Marcia Variata                                              | 110  | kytara                       | 1828      |
| Raccolta                                                    | 111  | kytara                       | 1827      |
| Variazioni                                                  | 112  | kytara                       | 1825      |
| Fughetta                                                    | 113  | kytara                       | 1829      |
| Variazioni                                                  | 114  | kytara                       | 1829      |
| Dieci Valzer                                                | 116  | dvě kytary                   |           |
| Variazioni                                                  | 118  | kytara                       | 1821      |
| Rossiniana                                                  | 119  | kytara                       | 1820      |
| Rossiniana                                                  | 120  | kytara                       | 1821      |
| Rossiniana                                                  | 121  | kytara                       | 1821      |
| Rossiniana                                                  | 122  | kytara                       | 1824      |
| Rossiniana                                                  | 123  | kytara                       | 1824      |
| Rossiniana                                                  | 124  | kytara                       | 1828      |
| Sei Arie Nazionali Irlandesi                                | 125  | kytara                       | 1825      |
| Serenata                                                    | 127  | flétna nebo housle a kytara  | 1827      |
| Variazioni Concertanti                                      | 130  | dvě kytary                   |           |
| Tre Polonesi Concertanti                                    | 137  | dvě kytary                   |           |
| Variazioni                                                  | 138  | kytara                       | 1828      |
| Ventiquattro Lezioni                                        | 139  | kytara                       |           |
| Variazioni                                                  | 140  | kytara                       |           |
| Variazioni                                                  | 141  | kytara                       |           |
| Variazioni                                                  | 142  | kytara                       |           |
| Variazioni                                                  | 143  | kytara                       |           |
| Quattro Variazioni e Finale                                 | 144  | kytara                       |           |
| Variazioni                                                  | 145  | kytara                       |           |
| Variazioni                                                  | 146  | kytara                       | 1828      |
| Variazioni                                                  | 147  | kytara                       |           |
| Giulianate                                                  | 148  | kytara                       |           |
| Pastorale                                                   | 149  | dva hlasy, flétna a kytara   |           |
| Gran Sonata Eroica                                          | 150  | kytara                       |           |
| Allegro Cantabile                                           |      | kytara                       | 1829      |
| Canzonetta                                                  |      | zpěv a kytara nebo klavír    | 1820      |
| Cavatina                                                    |      | kytara                       |           |
| Cavatina                                                    |      | kytara                       | 1829      |
| Cavatina                                                    |      | zpěv a kytara                |           |
| Dodici Controdanze                                          |      | kytara                       | 1828      |
| Due Rondoncini                                              |      | kytara                       | 1828      |
| Duettino                                                    |      | kytara                       | 1828      |
| Gran Duo Concertante                                        |      | kytara a klavír              |           |
| Grandi Variazioni e Polonese                                |      | kytara a klavír              | 1825      |
| Marcia                                                      |      | kytara                       | 1824      |
| Marcia                                                      |      | kytara                       | 1828      |
| Ouverture                                                   |      | kytara                       | 1820      |
| Raccolta                                                    |      | zpěv a kytara                |           |
| Raccolta Di Valzer                                          |      | kytara                       | 1828      |
| Riduzione d'Opera                                           |      | kytara                       |           |
| Rondò e Valzer                                              |      | kytara                       | 1828      |
| Rondoncino Brillante                                        |      | kytara                       |           |
| Rondoncino e Due Valzer                                     |      | kytara                       | 1828      |
| Seconda Polonese                                            |      | flétna nebo housle a kytara  | , 1816    |
| Sei Arie Nazionali Scozzesi                                 |      | kytara                       |           |
| Sei Controdanze                                             |      | kytara                       | 1828      |
| Sinfonia                                                    |      | dvě kytary                   |           |
| Sinfonia                                                    |      | dvě kytary                   |           |
| Sinfonia                                                    |      | dvě kytary                   |           |
| Sinfonia                                                    |      | kytara                       |           |
| Sinfonia                                                    |      | dvě kytary                   |           |
| Sinfonia                                                    |      | kytara                       | 1825      |
| Sinfonia                                                    |      | kytara                       | 1827      |
| Tarantella                                                  |      | dvě kytary                   |           |
| Tre Rondò                                                   |      | kytara                       | 1828      |
| Tre Sonatine                                                |      | kytara                       | 1828      |
| Variazioni                                                  |      | kytara                       |           |
| Guitars of Seville                                          |      | kytara a klavír              | 1781-1829 |